# Йост Бюрґі

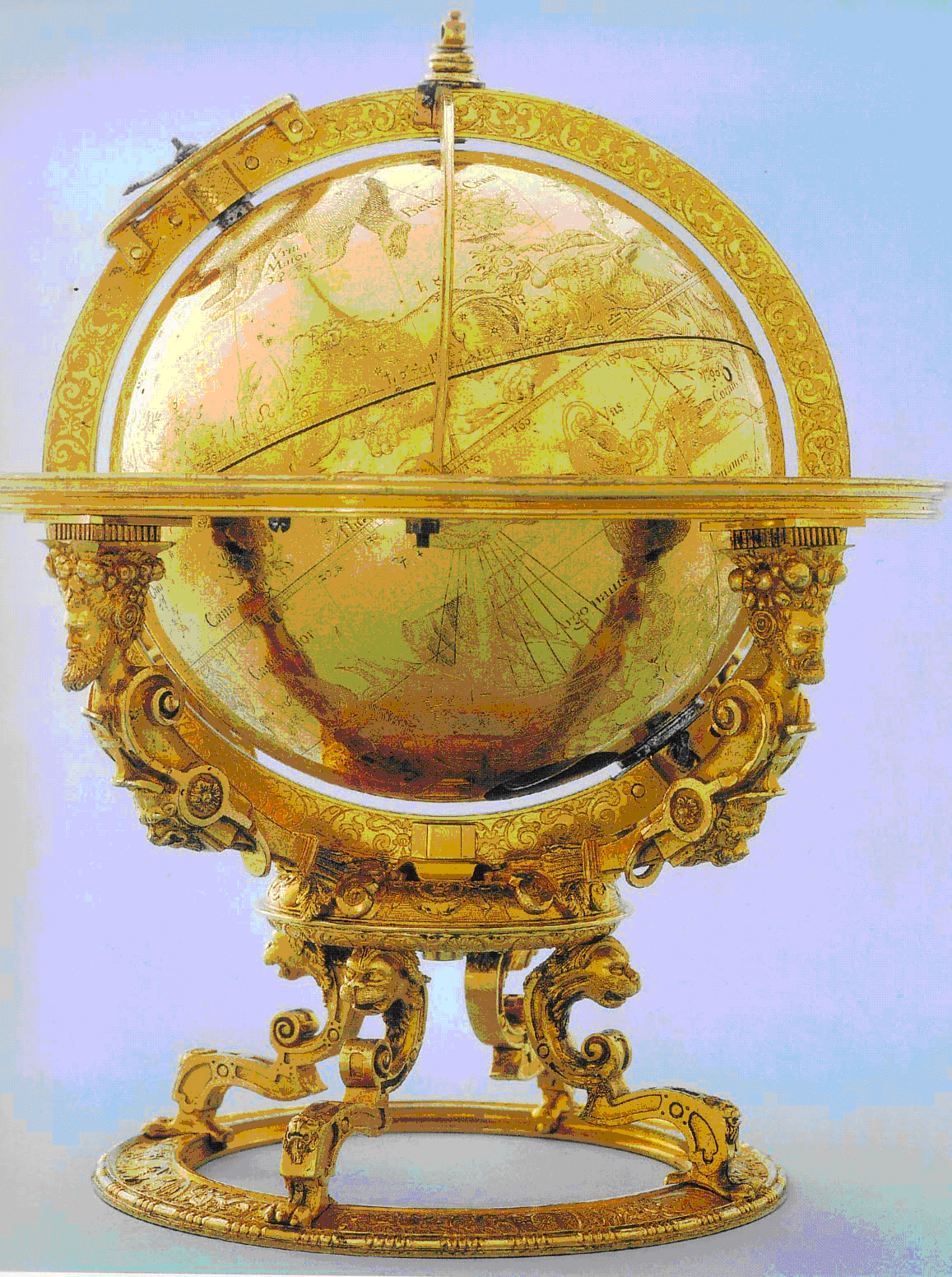
Механізований небесний глобус, виготовлений 1594 року в Касселі. Нині у Швейцарському національному музеї в Цюриху

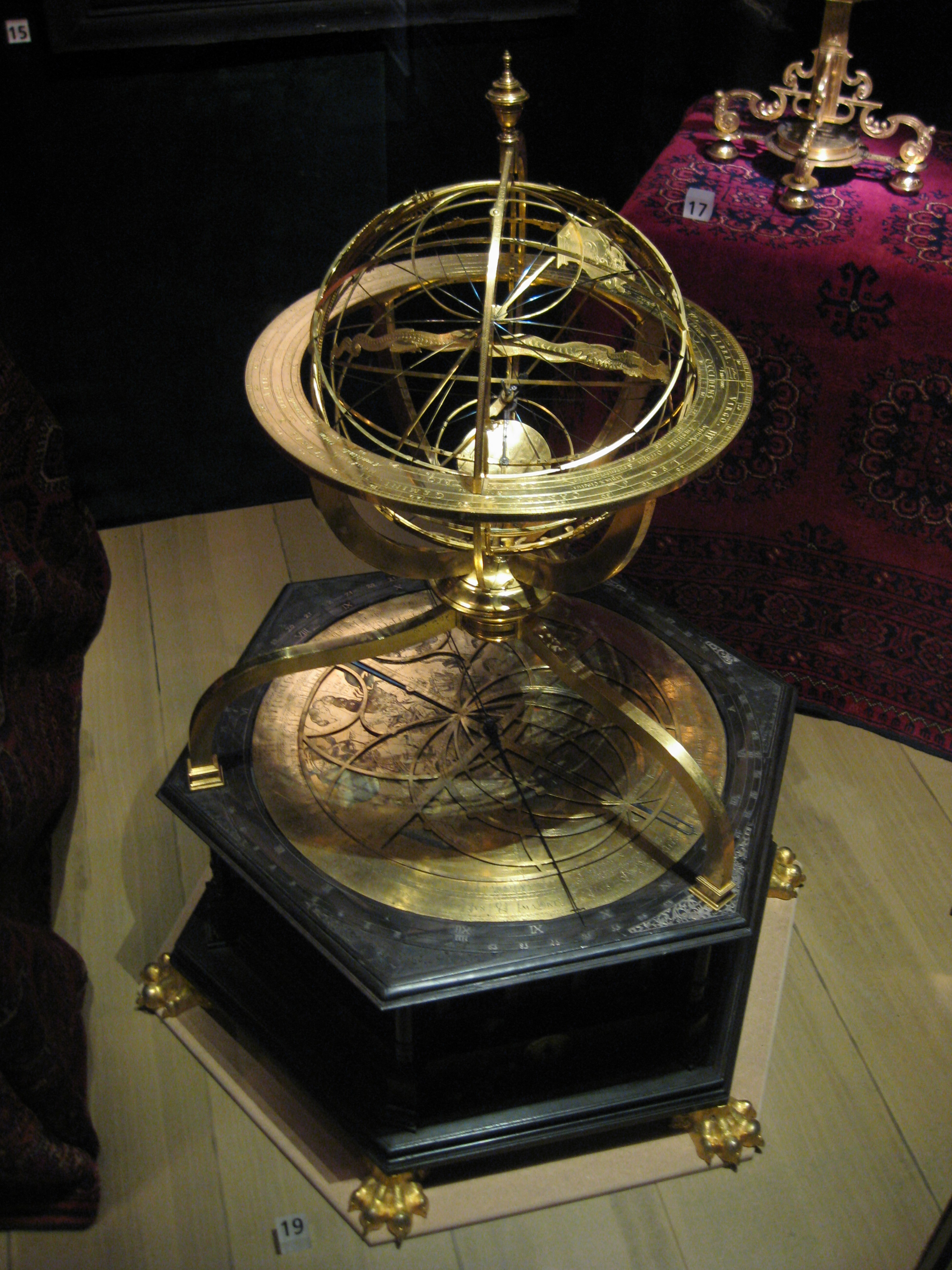
Йост Бюргі та Антоніус Айзенгойт: армілярна сфера з астрономічним годинником, виготовлена 1585 року в Касселі. Нині в Скандинавському музеї у Стокгольмі

Медаль, видана до 350-ї річниці смерті Йоста Бюрґі

Йост Бюрґі (Jost Bürgi; також Йоост (Joost), Йобст (Jobst); латинізоване прізвище Бурґіус (Burgius) або Бірґіус (Byrgius); 28 лютого 1552 — 31 січня 1632) — швейцарський годинникар, математик і письменник, який працював переважно при дворах у Касселі та Празі.

## Життєпис
Народився 1552 року в Ліхтенштайзі (Тоггенбург), на той час — підвладній території абатства Святого Галла (нині частина швейцарського кантону Санкт-Галлен). Про життя чи освіту Йоста Бюрґі до того, як він 1579 року став астрономом і годинникарем при дворі Вільгельма IV в Касселі, відомо небагато; припускають, що він здобув математичні знання у Страсбурзі, зокрема, від швейцарського математика Конрада Дасиподія, але фактів, які б це підтверджували, немає.
Хоча він був самоуком, його вже за життя вважали одним із найвидатніших інженерів-механіків свого покоління. Його роботодавець, Вільгельм IV, у листі до Тихо Браге похвалив Бюрґі як «другого Архімеда» (quasi indagine Archimedes alter est). Інший самоук, Ніколаус Реймерс, 1587 року переклав для Бюрґі німецькою мовою працю Коперника «Про обертання небесних сфер». Копія перекладу збереглася в Граці, тому її називають «Grazer Handschrift».
1604 року вступив на службу до імператора Рудольфа II у Празі. Тут потоваришував з астрономом Йоганном Кеплером. Бюрґі побудував таблицю синусів (Canon Sinuum), яка нібито була дуже точною, але оскільки саму таблицю втрачено, складно бути впевненим у її справжній точності (наприклад, «Opus Palatinum» Валентина Ото містила частини, які були не такими точними, як стверджувалося). Вступ до деяких методів Бюрґі зберігся в копії Кеплера; в ньому обговорюються основи алгебри (або Коссу, як її називали на той час) та десяткових дробів. Деякі автори вважають Бюрґі одним із винахідників логарифмів. Його спадщина також включає інженерні досягнення, що містяться в його інноваційних механічних астрономічних моделях. Протягом років перебування в Празі він тісно співпрацював з Кеплером при дворі Рудольфа II.

## Бюрґі як годинникар
Невідомо, де Бюрґі здобув навички годинникарства, але зрештою він став найінноваційнішим годинникарем та виробником наукових інструментів свого часу. Серед його головних годинникових винаходів були перехресний спусковий механізм та ремонтуар — два механізми, які на порядки покращили точність тогочасних механічних годинників. Це вперше дало змогу використовувати годинник як науковий інструмент достатньої точності, щоб вимірювати проходження зір (та інших небесних тіл) у перехресті телескопа та почати точно визначати положення зір.
Працюючи виробником інструментів при дворі Вільгельма IV, ландграфа Гессен-Кассельського в Касселі, він відіграв ключову роль у розробці перших астрономічних карт. Винайшов логарифми як робочий інструмент для своїх астрономічних розрахунків, але як «ремісник / учений», а не «книжник», він довго не публікував свого винаходу.
1592 року Рудольф II, імператор Священної Римської імперії, отримав у Празі від свого дядька, ландграфа Гессен-Кассельського, глобус Бюрґі та наполіг, щоб Бюрґі доставив його особисто. Відтоді Бюрґі постійно їздив між Касселем та Прагою, а 1604 року вступив на службу до імператора, щоб працювати з імперським астрономом Йоганном Кеплером.

## Твори
Найвизначніші артефакти, які спроєктував та побудував Бюрґі, що збереглися в музеях:
- Кілька механізованих небесних глобусів, що зберігаються в Музеї мистецтв і ремесел у Парижі, Швейцарському національному музеї в Цюриху, Оранжереї в Касселі (2 шт., 1580—1595) та Бібліотеці герцогині Анни Амалії у Веймарі.
- Кілька годинників в Оранжереї в Касселі, Фізико-математичному салоні в Дрездені та Музеї історії мистецтв у Відні, з них один із механізованим небесним глобусом, виготовленим із кварцу (Bergkristalluhr) та один, що відображає рух планет (Planetenlaufuhr).
- Секстанти, виготовлені для Кеплера, в Національному технічному музеї в Празі
- Механічна модель нерівномірностей руху Місяця навколо Землі (Mond-Anomalien-Uhr) в Оранжереї в Касселі
- Механізована армілярна сфера в Упсалі (Швеція)

## Бюрґі як математик

### Внесок Бюрґі в тригонометрію
На 1586 рік Бюрґі зміг обчислювати синуси з довільною точністю, використовуючи кілька алгоритмів, один з яких він назвав Kunstweg. Він нібито використав ці алгоритми для обчислення «Canon Sinuum» — таблиці синусів із 8 розрядами з кроком 2 кутові секунди. Більше про цю таблицю нічого не відомо, і деякі автори припускали, що її діапазон становив лише понад 45 градусів. Такі таблиці були надзвичайно важливими для навігації в морі. Йоганн Кеплер назвав Canon Sinuum найточнішою відомою таблицею синусів. Бюрґі пояснив свої алгоритми у праці «Fundamentum Astronomiae», яку 1592 року представив імператору Рудольфу II.
Ітераційне обчислення таблиці за алгоритмом Бюрґі по суті відбувається так: комірки підсумовують значення двох попередніх комірок в одному стовпці. Значення останньої комірки ділиться на два, і починається наступна ітерація. Зрештою, значення останнього стовпця нормалізуються. Після кількох ітерацій отримують досить точні наближення синусів. Лише нещодавно Фолькертс та ін. довели, що цей простий процес справді збігається до синусів. Інший алгоритм Бюрґі використовує різниці для побудови таблиці, і це було передбаченням відомих «Кадастрових таблиць».

### Робота над логарифмами
Бюрґі побудував, незалежно від Джона Непера, таблицю прогресій, яку зараз розуміють як антилогарифми, за допомогою методу, відмінного від методу Непера. Непер опублікував своє відкриття 1614 року, і ця публікація була поширеною в Європі на час публікації Бюрґі, зробленої за дорученням Йоганна Кеплера. Бюрґі, можливо, побудував свою таблицю прогресій близько 1600 року, але його праця не є теоретичною основою для логарифмів, хоча його таблиця слугує тій самій меті, що й таблиця Непера. Одне джерело стверджує, що Бюрґі не розробив чіткого поняття логарифмічної функції і тому його не можна вважати винахідником логарифмів. Метод Бюрґі відрізняється від методу Непера і явно винайдений незалежно. Кеплер писав про логарифми Бюрґі у вступі до своїх «Рудольфових таблиць» (1627): «…як допоміжні засоби для обчислень Юстус Бірґіус був доведений до цих самих логарифмів за багато років до появи системи Непера; але, бувши людиною лінивою та дуже некомунікабельною, замість того, щоб виховати свою дитину для суспільного блага, він покинув її при народженні».

## Пам'ять
На честь Бюрґі названо місячний кратер Бюрґіус та астероїд 2481 Бюргі.